# Iwan Burmakow
Iwan Dmitrijewicz Burmakow (ros. Иван Дмитриевич Бурмаков, ur. 30 października?/11 listopada 1899 we wsi Pogorielcy w guberni czernihowskiej, zm. 16 czerwca 1973 w Odessie) – radziecki dowódca wojskowy, generał porucznik, Bohater Związku Radzieckiego (1945).

## Życiorys
Miał wykształcenie średnie, w październiku 1919 wstąpił ochotniczo do Armii Czerwonej, uczestniczył w wojnie domowej, walczył z armią Denikina, oddziałami Petlury i z Polską, od 1920 należał do RKP(b). W 1924 ukończył szkołę wojskową w Charkowie i został dowódcą plutonu, później dowódcą kompanii, szefem sztabu i dowódcą batalionu i pomocnikiem szefa sztabu pułku, od marca 1932 pracował w sztabie dywizji piechoty w Syberyjskim Okręgu Wojskowym w Tomsku, od maja 1933 do listopada 1934 był szefem sztabu i dowódcą 18 samodzielnego batalionu piechoty w Bijsku. Od listopada 1934 do września 1937 był szefem sztabu, potem dowódcą pułku piechoty, w sierpniu 1939 został szefem sztabu 102 Dywizji Piechoty w Kańsku, w styczniu 1940 pomocnikiem szefa szkoły wojskowej w Kańsku. Od listopada 1940 do jesieni 1941 był zastępcą szefa szkoły piechoty w Kemerowie, od jesieni do grudnia 1941 tymczasowym p.o. szefa tej szkoły, od grudnia 1941 do kwietnia 1942 szefem sztabu formowanej dywizji piechoty w Krasnojarsku, następnie dowódcą formowanej 5 Brygady Niszczycielskiej, od sierpnia 1942 uczestniczył w wojnie z Niemcami. Dowodził 38 Brygadą na Froncie Stalingradzkim i Dońskim, brał udział w bitwie pod Stalingradem, od maja 1943 do 1944 uczył się na kusie wojskowym, w maju 1944 został zastępcą dowódcy 16 Korpusu Piechoty Gwardii, a w lipcu 1944 dowódcą 31 Gwardyjskiej Dywizji Piechoty 11 Gwardyjskiej Armii na 3 Froncie Białoruskim, uczestniczył w operacji białoruskiej, gumbinnen-gołdapskiej i wschodniopruskiej. 1 marca 1943 otrzymał rangę generała majora, a 31 maja 1954 generała porucznika. Od stycznia 1948 do czerwca 1950 dowodził 21 Gwardyjską Dywizją Zmechanizowaną w Grupie Wojsk Radzieckich w Niemczech, 1951 ukończył wyższe kursy akademickie w Wyższej Akademii Wojskowej im. Woroszyłowa i został szefem szkoły piechoty w Odessie, od stycznia 1954 do kwietnia 1955 był dowódcą 52 Korpusu Piechoty w Odeskim Okręgu Wojskowym w Pierwomajsku, następnie zakończył służbę wojskową.

## Odznaczenia
- Złota Gwiazda Bohatera Związku Radzieckiego (19 kwietnia 1945)
- Order Lenina (trzykrotnie)
- Order Czerwonego Sztandaru (trzykrotnie)
- Medal „Za obronę Stalingradu” (1943)
- Medal „Za zdobycie Królewca” (1945)

I inne.